# Premi AVN al millor actor secundari
El Premi AVN al millor actor secundari és un premi que l'empresa de la indústria del sexe AVN atorga anualment des de la creació del premi el 1984.
Fins al 2008, el premi s'atorgava anualment per a dues categories diferents, pel·lícula i vídeo. A partir de l'any 2009, s'atorga anualment per a una única categoria.
El primer destinatari del premi va ser Richard Pacheco, que va ser guardonat als 1r Premis AVN el 1984 per la seva actuació a Nothing to Hide. A partir del 2021, Randy Spears és l'actor pornogràfic més distingit amb set premis seguit de Xander Corvus amb quatre premis, mentre que tres actors pornogràfics Steven St. Croix, Tony Tedeschi i Tom Byron amb tres premis i nou actors pornogràfics, Richard Pacheco, Ron Jeremy, Jamie Gillis, Mike Horner, Jon Dough, Michael J. Cox, Wilde Oscar, Joey Silvera i Rick Savage han guanyat el premi dues vegades. Xander Corvus és el guanyador més jove del premi als 23 anys. El guanyador més recent és Xander Corvus, que va ser guardonat als 38è Premis AVN el 2021 per la seva actuació a The Summoning.

## Clau
| Símbol | Significat                                                                    |
| ------ | ----------------------------------------------------------------------------- |
| daga   | Indica que el guanyador va guanyar el premi per dues actuacions en aquell any |

## Guanyadors i nominats

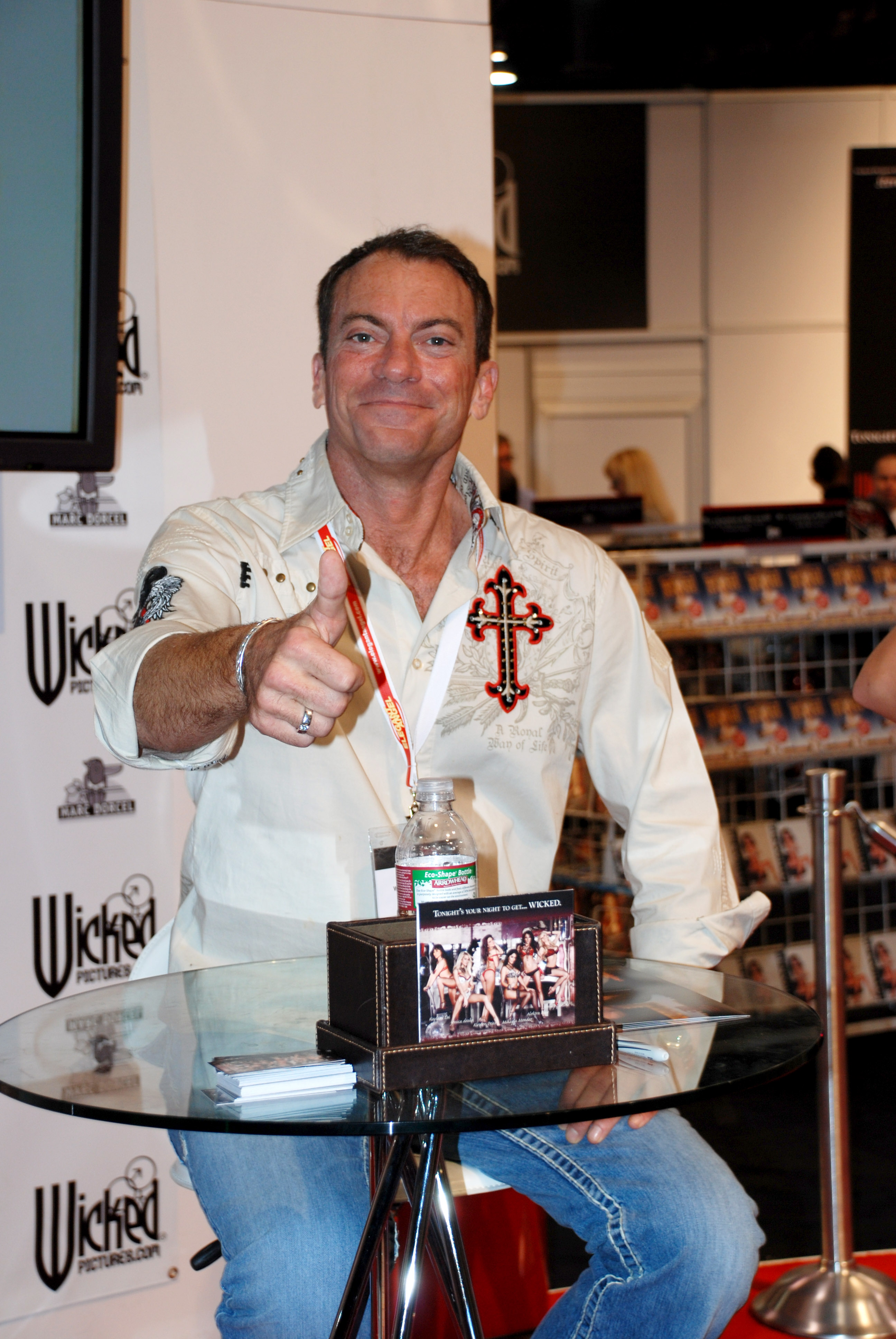
Randy Spears ha estat el guanyador més freqüent d’aquest premi (set cops).

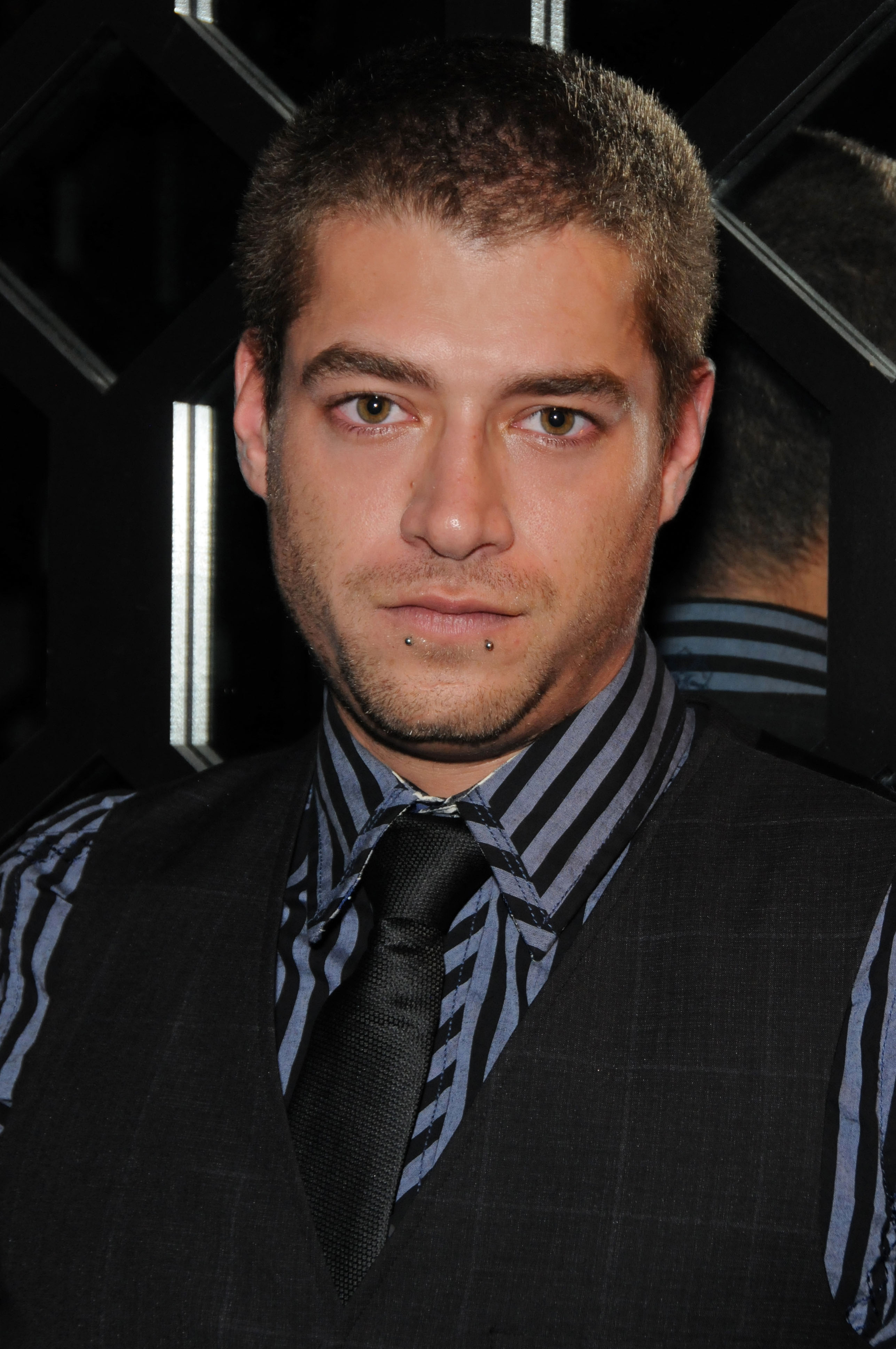
Xander Corvus ha estat el segon guanyador més freqüent del premi (quatre cops).

|  | NOTA: (f)ilm i (v)ideo es van utilitzar com a categories separades la majoria dels anys anteriors al 2009. |

### Dècada del 1980
| Any  | Foto | Guanyador       | Pel·lícula/Vídeo      | Nominats | Ref(s)               |
| ---- | ---- | --------------- | --------------------- | --- | -------------------- |
| 1984 |      | Richard Pacheco | Nothing to Hide (f)   | | [ 1 ]                |
| 1985 |      | John Leslie     | Firestorm (f)         | [ 3 ] |                      |
| 1986 |      | Ron Jeremy      | Candy Stripers II (f) | [ 4 ] |                      |
| 1987 |      | Joey Silvera    | She's So Fine (f)     | - Robert Bullock, Sexually Altered States - Jamie Gillis, Thought You’d Never Ask - Herschel Savage, If My Mother Only Knew - Paul Thomas, Ecstasy Girls II | [ 5 ] [ 6 ] [ 7 ]    |
| 1988 |      | Michael Gaunt   | Firestorm II (f)      | | [ 8 ] [ 9 ] [ 10 ]   |
| 1989 |      | Jamie Gillis    | Pretty Peaches II (f) | - Robert Bullock, Amanda by Night II - Billy Dee, Amanda by Night II - Mike Horner, Portrait of an Affair - Peter North, Pretty Peaches II                  | [ 11 ] [ 12 ] [ 13 ] |
| 1989 |      | Richard Pacheco | Sensual Escape (v)    | - Randy Paul, The Horneymooners - Rick Savage, Black Widow - Randy Spears, Case of the Sensuous Sinners - Ray Victory, Cat Woman                            | [ 11 ] [ 12 ] [ 13 ] |

### Dècada del 1990
| Any  | Foto                                           | Guanyador        | Pel·lícula/Vídeo | Nominats | Ref(s)                             |
| ---- | ---------------------------------------------- | ---------------- | --- | --- | ---------------------------------- |
| 1990 |                                                | Rick Savage      | The Erotic Adventures of Berman & Throbbin (f) | | [ 14 ] [ 15 ]                      |
| 1990 | The Erotic Adventures of Berman & Throbbin (v) | Rick Savage      | | | [ 14 ] [ 15 ]                      |
| 1991 |                                                | Jon Martin       | Pretty Peaches 3 (f) | - Buck Adams, Radioactive - Tom Byron, Torrid Without a Cause 2 - Mike Horner, The Whore - Joey Silvera, The Whore | [ 16 ] [ 17 ] [ 18 ] [ 19 ] [ 20 ] |
| 1991 |                                                | Ron Jeremy       | Playin' Dirty (v) | - Buck Adams, Confessions of a Chauffeur - Jerry Butler, Steal Breeze - Jamie Gillis, Paris By Night - Mike Horner, Sex Trek 1 - Joey Silvera, Strange Curves - Randy West, New Barbarians II | [ 16 ] [ 17 ] [ 18 ] [ 19 ] [ 20 ] |
| 1992 |                                                | Jon Dough        | Brandy And Alexander (f) | T. T. Boy, Lethal Passion | [ 21 ] [ 22 ] [ 23 ] [ 24 ]        |
| 1992 |                                                | Mike Horner      | Bite (v) | Jon Dough, Maddams Family | [ 21 ] [ 22 ] [ 23 ] [ 24 ]        |
| 1993 |                                                | Joey Silvera     | Face Dance (Parts 1 & 2) (f) | Randy Spears, The Secret Garden 1 & 2 | [ 25 ] [ 26 ] [ 27 ] [ 28 ] [ 29 ] |
| 1993 |                                                | Tony Tedeschi    | Smeers (v) | | [ 25 ] [ 26 ] [ 27 ] [ 28 ] [ 29 ] |
| 1994 |                                                | Steve Drake      | Whispered Lies (f) | - T. T. Boy, Sorority Sex Kittens 1 & 2 - Nick East, Justine: Nothing to Hide 2 - Steven St. Croix, Blind Spot - Rocco Siffredi, New Wave Hookers 3 - Randy Spears, Centerfold | [ 30 ] [ 31 ] [ 32 ]               |
| 1994 |                                                | Randy Spears     | Haunted Nights (v) | - Jamie Gillis, Slave to Love - Mike Horner, Surrogate Lover - Ron Jeremy, Puppy Love - Woody Long, Hungry, Parts 1 & 2 - Rocco Siffredi, County Line - Joey Silvera, Cheerleader Nurses - Joey Silvera, Frat Girls of Double Double D - Terry Thomas, You Bet Your Buns - Marc Wallice, Guilty By Seduction                 | [ 30 ] [ 31 ] [ 32 ]               |
| 1995 |                                                | Jon Dough        | Sex (f) | - Buck Adams, Bonny & Clyde 3 & 4 - Jon Dough, Dog Walker - Tony Tedeschi, Hardcore - Marc Wallice, Who Killed Holly Hollywood? - Randy West, Masseuse 2 | [ 33 ] [ 34 ] [ 35 ]               |
| 1995 |                                                | Jonathan Morgan  | The Face (v) | - Mark Davis, Bad Habits - Nick East, Jailhouse Cock - Mike Horner, Body of Love - Jake Williams, Wendy Whoppers is the… Ninja CPA - Steven St. Croix | [ 33 ] [ 34 ] [ 35 ]               |
| 1996 |                                                | Steven St. Croix | Forever Young (f) | | [ 36 ] [ 37 ] [ 38 ]               |
| 1996 |                                                | Alex Sanders     | Dear Dirty (v) | - Ron Jeremy, Fresh Meat - Jonathan Morgan, Sex Lives of Clowns - Joey Silvera, Sorority Stewardesses - Tony Tedeschi, Renegades - Tony Tedeschi, Risque Burlesque - Marc Wallice, Sloppy Seconds | [ 36 ] [ 37 ] [ 38 ]               |
| 1997 |                                                | Tony Tedeschi    | The Show (f) | - T. T. Boy, Lust and Desire - Jamie Gillis, Goldenrod - Tony Montana, Gangland Bangers - Jonathan Morgan, Penetrator 2: Grudge Day - Alex Sanders, Dangerous Games | [ 39 ] [ 40 ] [ 41 ] [ 42 ]        |
| 1997 | Silver Screen Confidential (v)                 | Tony Tedeschi    | - Brad Armstrong, Conquest - Steve Hatcher, Stacked Deck - Jonathan Morgan, Anal Inquisition - Jonathan Morgan, Heinie's Heroes - Alex Sanders, Valentina - Joey Silvera, Nightshift Nurses 2 - Jake Steed, Valentina | | [ 39 ] [ 40 ] [ 41 ] [ 42 ]        |
| 1998 |                                                | Wilde Oscar      | Doin' the Ritz (f) | - Mark Davis, Corporate Assets 2 - John Decker, Tight Spot - Jon Dough, Bad Wives - Mickey G., Satyr - Dave Hardman, Doin' The Ritz - Wilde Oscar, Twisted - Joey Silvera, Heat - Tony Tedeschi, Filth - Tony Tedeschi, The Heist                                                                                            | [ 43 ] [ 44 ] [ 45 ]               |
| 1998 |                                                | Dave Hardman     | Texas Dildo Masquerade (v) | - Steve Austin, Swinging in the Rain - Tom Byron, Enchanted - Steve Drake, Uncontrollable Lust - Mickey G., Crazed - Steve Hatcher, Agent Muff ATF - Sean Michaels, Face Jam - Jonathan Morgan, Masters of Perversion - Peter North, Scotty's X-Rated Adventure - Kyle Stone, Lost Angels - Scott Styles, First Whore's Club | [ 43 ] [ 44 ] [ 45 ]               |
| 1999 |                                                | Michael J. Cox   | Models (f) | - Mike Horner, Appassionata - J. D. Ram, Models - Herschel Savage, Masseuse 3 - Tony Tedeschi, Mobster's Wife | [ 46 ] [ 47 ] [ 48 ]               |
| 1999 |                                                | Jamie Gillis     | Forever Night (v) | - Brad Armstrong, Exile - T. T. Boy, Freak - Tom Byron, Hanky Panky - Ian Daniels, Date From Hell - Ron Jeremy, Nude World Order - Mickey G., Flashpont - Dave Hardman, X Factor 3 - Jonathan Morgan, Nurse Sadie - Kyle Stone, To Live and Love in L.A. - Marc Wallice, Thai Me Up                                          | [ 46 ] [ 47 ] [ 48 ]               |

### Dècada del 2000
| Any  | Foto          | Guanyador        | Pel·lícula/Vídeo | Nominats | Ref(s) |
| ---- | ------------- | ---------------- | --- | --- | --- |
| 2000 |               | Michael J. Cox   | Seven Deadly Sins (f) | - James Bonn, Three - Tyce Buné, The Awakening - Chris Cannon, Chloe - David Perry, Talent Scout - Herschel Savage, The Trophy - Tony Tedeschi, Things Change 3 | [ 49 ] [ 50 ] [ 51 ] |
| 2000 |               | Tom Byron        | L.A. 399 (v) | - Tyce Buné, Desiree - Alec Metro, The 69th Parallel - Jonathan Morgan, Desperate Measures - Alex Sanders, The Shark - Herschel Savage, The Kissing Game - Randy Spears, Vagina Town - Kyle Stone, Deception | [ 49 ] [ 50 ] [ 51 ] |
| 2001 |               | Randy Spears     | Watchers (f) | - James Bonn, The Bet - Michael J. Cox, Shakespeare Revealed - Dillion Day, Adrenaline - Nick East, A Midsummer Night's Cream - Herschel Savage, Screamers - Tony Tedeschi, Secret Party - Vince Vouyer, Facade | [ 52 ] [ 53 ] [ 54 ] [ 55 ] |
| 2001 |               | Wilde Oscar      | West Side (v) | - Brad Armstrong, M Caught in the Act Anthony Crane by Goddaughter 5 - Dillion Day, West Side - Joel Lawrence, A Witch's Tail - Jonathan Morgan, A Lust in America - Herschel Savage, Exhibitionist Part 1 - Evan Stone, Taboo of Tarot | [ 52 ] [ 53 ] [ 54 ] [ 55 ] |
| 2002 |               | Herschel Savage  | Taken (f) | - James Bonn, Mafioso - Dale DaBone, Limbo - Gino Greco, Free Sex On Earth | [ 56 ] [ 57 ] [ 58 ] [ 59 ] |
| 2002 |               | Mike Horner      | Wild Thing (v) | - Herschel Savage, Infidelity - Randy Spears, Immortal - Steven St. Croix, Wonderland - Evan Stone, Cap'n Mongo's Porno Playhouse | [ 56 ] [ 57 ] [ 58 ] [ 59 ] |
| 2003 |               | Mr. Marcus       | Paradise Lost (f) | - Nick East, For Love Or Money - Manuel Ferrara, The Fashionistas - Mike Horner, Heartbreaker - Evan Stone, Paying The Piper | [ 60 ] [ 61 ] |
| 2003 |               | Randy Spears     | Hercules (v) | - Brad Armstrong, Turning Point - Anthony Crane, Pleasureville 2: Shagnet - Ron Jeremy, Burnin 'Love - Joel Lawrence, Good Girl, Bad Girl - Eric Masterson, Morning Star / Perfect Couple - Herschel Savage, Big Bottom Sadie - Rocco Siffredi, The Ass Collector - Steven St. Croix, Breathless | [ 60 ] [ 61 ] |
| 2004 |               | Steven St. Croix | Looking In (f) | - Mr. Bigg, Compulsion - Dillon Day, Perfect - Steve Hatcher, Mirror Image - Eric Masterson, Virtual Love - Eric Price, Sordid | [ 62 ] [ 63 ] |
| 2004 |               | Randy Spears     | Space Nuts (v) | - Steve Hatcher, Riptide - Mike Horner, Photo Club - Joel Lawrence, Carmen Goes to College - Eric Masterson, Sweet 101 - Herschel Savage, The Contortionist - Rafe, It's Cumming - Steven St. Croix, Beautiful - Johnny Thrust, Little Runaway - Trevor Zen, Not A Romance | [ 62 ] [ 63 ] |
| 2005 |               | Rod Fontana      | The 8th Sin (f) | - Chris Cannon, Debbie Does Dallas: The Revenge - Dale DaBone, Sweethearts - Evan Stone, The Masseuse | [ 64 ] [ 65 ] [ 66 ] |
| 2005 |               | Randy Spears     | Fluff and Fold (v) | - Chris Cannon, Ablaze - Rod Fontana, The Chunky Whisperer - Al Goldstein, Screwed - Nick Manning, Jackie and Jill - Herschel Savage, The Hitman - Steven St. Croix, Killer Sex & Suicide Blondes - Evan Stone, Misty Beethoven: The Musical - Torbe, Hot Rats | [ 64 ] [ 65 ] [ 66 ] |
| 2006 | Dark Side (f) | Randy Spears     | - Dale DaBone, Les Bitches - Nick Manning, The Devil in Miss Jones - Eric Masterson, Eternity - Dick Smothers Jr., The Devil in Miss Jones - Steven St. Croix, Scorpio Rising - Evan Stone, Two Hot | [ 67 ] [ 68 ] | |
| 2006 |               | Tommy Gunn       | Pirates (v) | [ 67 ] [ 68 ] | - Dirty Harry, Texas' Asshole Massacre - Nick Manning, Tuff Chick - Eric Masterson, Camp Cuddly Pines Power Tool Massacre - Holly One, Who Fucked Rocco? - Steven St. Croix, Pirates - Evan Stone, Dark Angels 2: Bloodline - Tony Tedeschi, The Key to Sex |
| 2007 |               | Kurt Lockwood    | To Die For (f) | - Dale DaBone, Fade to Black 2 - Van Damage, Fade to Black 2 - Manuel Ferrara, To Die For - Chris Cannon, Manhunters | [ 69 ] [ 70 ] [ 71 ] |
| 2007 |               | Manuel Ferrara   | She Bangs (v) | - James Deen, Joanna Angel's Guide 2 Humping - Tommy Gunn, O: The Power of Submission - Mike Horner, Power Lines - Ron Jeremy, Motel Freaks - Kurt Lockwood, Sex Pix - Mr. Marcus, Joanna's Angels 2: Alt Throttle - Herschel Savage, Rumor Had 'Em - Randy Spears, Curse Eternal - Steven St. Croix, Blacklight Beauty - Evan Stone, Tailgunners - Lee Stone, Aphrodisiac - Tony Tedeschi, Get Luckier! - Trent Tesoro, Illicit - Nacho Vidal, Fashionistas Safado: The Challenge                                                     | [ 69 ] [ 70 ] [ 71 ] |
| 2008 |               | Randy Spears     | Flasher (f) | - Tyce Bune, Layout - Chris Cannon, Sex & Violins: - Steven St. Croix, The Fashion Underground - Evan Stone, Debbie Does Dallas... Again - Trent Tesoro, Sex & Violins | [ 72 ] [ 73 ] [ 74 ] |
| 2008 |               | Barrett Blade    | Coming Home (v) | - Dino Bravo, The Skin Trade - Van Damage, Black Worm - Tommy Gunn, Kill Jill - Dirty Harry, Girlvert 14 - Jack Lawrence, The Real Boogie Nights - Marcus London, Operation: Desert Stormy - Mr. Marcus, Afrodite Superstar - Eric Masterson, Candelabra - Derrick Pierce, Brianna Love: Her Fine Sexy Self - Herschel Savage, Spunk'd the Movie - Steven St. Croix, Spunk'd the Movie - Justin Sterling, Janine Loves Jenna - Brian Surewood, Ave X - Nacho Vidal, Fashionistas Safado: Berlin                                        | [ 72 ] [ 73 ] [ 74 ] |
| 2009 |               | Ben English      | Pirates II: Stagnetti's Revenge | - James Deen, Ashlynn Goes to College - Seth Dickens, The Texas Vibrator Massacre - Rod Fontana, Get Smartass - Tommy Gunn, Pirates II: Stagnetti's Revenge - Jack Lawrence, Hearts and Minds II: Modern Warfare - Marcos Leon, Cry Wolf - Kurt Lockwood, The Chauffeur's Daughter - Marcus London, The Accidental Hooker - Nick Manning, Succubus of the Rouge - Sean Michaels, Succubus of the Rouge - Steven St. Croix, Pirates II: Stagnetti's Revenge - Evan Stone, Miles From Needles - Nat Turnher, Ransom - Voodoo, The Wicked | [ 75 ] [ 76 ] |

### Dècada del 2010
| Any  | Foto          | Guanyador        | Pel·lícula | Nominats | Ref(s)        |
| ---- | ------------- | ---------------- | --- | --- | ------------- |
| 2010 |               | Tom Byron        | Throat: A Cautionary Tale | - Brad Armstrong, Hush - Dane Cross, The Office: A XXX Parody - Tony DeSergio, This Ain't Star Trek XXX - Shane Diesel, Scrubs: A XXX Parody - Tommy Gunn, This Ain't Happy Days XXX - Tyler Knight, The 8th Day - Marcus London, 2040 - Jake Malone, Pure - Nick Manning, The Pinch - Pike Nelson, 70's Show: A XXX Parody - Herschel Savage, Heaven - Randy Spears, 2040 - Evan Stone, Friends: A XXX Parody - Trent Treasure, Throat: A Cautionary Tale | [ 77 ] [ 78 ] |
| 2011 |               | Evan Stone       | Batman XXX: A Porn Parody | - Mikey Butders, Official Jersey Shore Parody - Tom Byron, The Devil in Miss Jones: The Resurrection - Dane Cross, Couples Camp - James Deen, Batman XXX: A Porn Parody - Spyder Jonez, Speed - Tyler Knight, The A-Team XXX: A Parody - Byron Long, This Ain't the Barber Shop: It's a XXX Parody - Scott Lyons, The A-Team XXX: A Parody - Nick Manning, BatfXXX: Dark Night - Mickey Mod, An Open Invitation: A Real Swinger's Party in San Francisco - Danny Mountain, Awakening to Love - Anthony Rosano, Entourage: A XXX Parody - Keni Styles, Malice in Lalaland - Prince Yahshua, Fatally Obsessed | [ 79 ] [ 80 ] |
| 2012 |               | Xander Corvus    | Star Trek:The Next Generation - A XXX Parody | - Chad Alva, Lost and Found - Lee Bang, Star Trek: The Next Generation - A XXX Parody - Otto Bauer, Beverly Hillbillies: A XXX Parody - Dick Delaware, Spider-Man XXX: A Porn Parody - Tommy Gunn, Fighters - Steve Holmes, Savanna Samson Is the Masseuse - Alec Knight, Elvis XXX: A Porn Parody - Mr. Marcus, Rocky XXX: A Parody Thriller! - Rocco Reed, Horizon - Anthony Rosano, The Flintstones: A XXX Parody - Randy Spears, The Rocki Whore Picture Show: A Hardcore Parody - Eric Swiss, Pervert - Michael Vegas, Dear Abby - Mark Wood, Official The Silence of the Lambs Parody                 | [ 81 ] [ 82 ] |
| 2013 |               | Tom Byron        | Star Wars XXX: A Porn Parody | - Brad Armstrong, Men in Black - Xander Corvus, The Friend Zone - Dane Cross, Official The Hangover Parody - James Deen, Dallas XXX: A parody - Tony DeSergio, Spartacus MMXII: The beginning - Steve Holmes, Voracious - Nick Manning, Overnight - Brendon Miller, The Dark Knight XXX: A porn parody - Anthony Rosano, Romeo Juliet: A dreamzone parody: - Lexington Steele, The Avengers XXX: A porn parody - Evan Stone, Pee-Wee's XXX Adventure: A by parody - Michael Vegas, Godfather: A dreamzone parody                                                                                            | [ 83 ] [ 84 ] |
| 2014 |               | Xander Corvus    | Underworld | - Brad Armstrong, Sexpionage: The Drake Chronicles - Dick Chibbles, Not The Wizard of Oz XXX - Dane Cross, Not South Park XXX - Tommy Gunn, Meant to Be - Eric John, Barely Blue Velvet XXX: A XXX Parody - Marcus London, Divorcees - Ralph Long, Homecoming - Danny Mountain, Harvest Moon - Mr. Pete, The Stripper 2 - Derrick Pierce, Underworld - Anthony Rosano, Not South Park XXX - D. Snoop, Devil on a Chain - Tee Reel, Love Boat XXX: A Parody - Nat Turnher, This Ain’t Homeland XXX | [ 85 ] [ 86 ] |
| 2015 | Holly...Would | Xander Corvus    | - Richie Calhoun, Apocalypse X: - Dick Chibbles, Pornocopia - Jay Crew, Sleeping Beauty XXX: An Axel Braun Parody - Chad Diamond, Not Jersey Boys XXX A Porn Musical - Ryan Driller, Lollipop - Eric John, Not Jersey Boys XXX A Porn Musical - Alec Knight, Cape Fear XXX - Scott Lyons, Proud Parents - Ryan McLane, American Hustle XXX Porn Parody - Derrick Pierce, Apocalypse X - Will Powers, Cinderella XXX: An Axel Braun Parody - Anthony Rosano, The Pornographer - Evan Stone, Sweetness and Light - Chad White, Second Chances | [ 87 ] [ 88 ] |               |
| 2016 |               | Steven St. Croix | Peter Pan XXX: An Axel Braun Parody | - Brad Armstrong, Starmaker - Xander Corvus, Safe Landings: - Jay Crew, Peter Pan XXX: An Axel Braun Parody - Jake Jace, Love, Lust & Longing - Kurt Lockwood, Starmaker - Marcus London, Safe Landings - Eric Masterson, Wanted - Ryan McLane, Magic Mike XXXL: A Hardcore Parody - Brendon Miller, Batman v Superman XXX: An Axel Braun Parody - Mickey Mod, Marriage 2.0 - Anthony Rosano, Bob’s Boners and Other Porn Parodies - Evan Stone, Just the Two of Us - Jack Vegas, Pretty Dangerous - Nacho Vidal, Monarch: Agents of Seduction                                                              | [ 89 ] [ 90 ] |
| 2017 |               | Brad Armstrong   | The Preacher's Daughter | - Dick Chibbles, This Ain’t Fallout XXX - Damon Dice, Dark Secrets - Manuel Ferrara, The One I Lust - Seth Gamble, Suicide Squad: An Axel Braun Parody - Small Hands, DNA - Jake Jace, Win a Date With Sophia Blake - Jessy Jones, Sugarbabies: A Cautionary Tale - Alec Knight, Sex Machine: A XXX Parody - Isiah Maxwell, Keep It in the Family - Sean Michaels, This Ain’t American Horror Story XXX - Derrick Pierce, Supergirl XXX: An Axel Braun Parody - Logan Pierce, Forbidden Affairs 6: My Ex-Wife’s Daughter - Michael Vegas, Let It Ride - Van Wylde, The Submission of Emma Marx: Exposed     | [ 91 ] [ 92 ] |
| 2018 |               | Small Hands      | Half His Age: A Teenage Tragedy | - Mick Blue, Forbidden Opportunity - Johnny Castle, Lay Her Down - Xander Corvus, My Wife's Hot Sister - Robby Echo, Karma - Alec Knight, Bad Babes Inc - Brad Knight, Angry Wives Unleashed: Make Up Sex - Ryan McLane, Fathers & Daughters - Mickey Mod, Darker Side of Desire - Tyler Nixon, Justice League XXX: An Axel Braun Parody - Donnie Rock, Nouveau Riche - Jay Smooth, Spoiled - Michael Vegas, Unbridled - Van Wylde, The Submission of Emma Marx 4: Evolved - Prince Yahshua, Ethnicity | [ 93 ] [ 94 ] |
| 2019 |               | Charles Dera     | Cartel Sex | - Chad Alva, Paparazzi - Lucas Frost, Family Holiday - Ricky Johnson, Cheaters - Jessy Jones, How I Fucked Your Mother: A XXX Parody - Tyler Knight, Timing Is Everything - Marcus London, Infidelity 2 - Logan Long, The Seduction of Heidi - Eric Masterson, The Seduction of Heidi - Isiah Maxwell, Hand Solo: A DP XXX Parody - Tyler Nixon, Making Ends Meet - Donnie Rock, Trashy Love Story - Jay Smooth, Tell Me Something Dirty - Evan Stone, Meet the Fuckers: A Digital Playground XXX Parody - Nacho Vidal, Fly Girls: Final Payload                                                            | [ 95 ] [ 96 ] |

### Dècada del 2020
| Any  | Foto | Guanyador     | Pel·lícula/Vídeo                        | Nominats | Ref(s)        |
| ---- | ---- | ------------- | --------------------------------------- | --- | ------------- |
| 2020 |      | Tommy Pistol  | The Gang Makes a Porno: A DP XXX Parody | - Jake Adams, Love Emergency - Chad Alva, Doppelganger - Brad Armstrong, Love Emergency - Mick Blue, A Night of Reckoning - Nathan Bronson, Choice - Ryan Driller, Lost Love - Quinton James, Captain Marvel XXX: An Axel Braun Parody - Marcus London, Uninvited - Chad White, The Gentleman                    | [ 97 ] [ 98 ] |
| 2021 |      | Xander Corvus | The Summoning                           | - Brad Armstrong, Finding Rebecca - Dante Colle, A Killer on the Loose - Stirling Cooper, Obsessed - Damon Dice, Stranger Than Fiction - Small Hands, Primary - Lance Hart, Some TS Like It Hot - Scott Nails, Exit 118 - Brad Newman, Don't Say a Word - Zac Wild, Catfished 2                                  | [ 2 ] [ 99 ]  |
| 2022 |      |               |                                         | - AJ, Muse Season 2 - Stirling Cooper, Survive the Night - Charles Dera, Casey: A True Story - Manuel Ferrara, Muse Season 2 - Oliver Flynn, Psychosexual - Steve Holmes, Under the Veil - Ricky Johnson, Red Light Arena - Ryan Mclane, Toxic - Tommy Pistol, Casey: A True Story - Michael Vegas, Kill Code 87 | [ 100 ]       |